# Novas Hébridas
```
   |-
       |
Erro:
:  
valor não especificado para "
nome_comum
"
```

Novas Hébridas, oficialmente Condomínio das Novas Hébridas (em inglês, New Hebrides Condominium; em francês, Condominium des Nouvelles-Hébrides), era o nome colonial dado ao arquipélago situado no sul do  Oceano Pacífico e que atualmente constitui a República de Vanuatu. 

Bandeira de Vanuatu, a nação independente que sucedeu ao antigo Condomínio das Novas Hébridas.

As ilhas foram assim nomeadas pelo Capitão James Cook em 1774 e posteriormente colonizadas por britânicos e franceses. França e Reino Unido assinaram um acordo que propiciou a administração das ilhas em condomínio, a partir de 20  de outubro de 1906  até a independência política do arquipélago, em 30 de julho de 1980, quando as Novas Hébridas passaram a se chamar Vanuatu.
O acordo  franco-britânico assegurava o exercício de soberania conjunta sobre o arquipélago, com duas administrações paralelas - uma britânica e a outra francesa. O acordo também dividia as ilhas em duas comunidades distintas, uma anglófona e outra francófona, administradas por partidos políticos diferentes e submetidas ao sistema legal das suas respectivas metrópoles. Em alguns aspectos, tal divisão se manteve após a independência, sendo que o ensino nas escolas de cada comunidade ainda é ministrado exclusivamente em inglês ou francês, conforme o caso. 

## Nota
1. ↑  Data da assinatura da Convenção franco-britânica  proclamada em 2 de dezembro de 1907.